# Градушка
Вижте пояснителната страница за други значения на Град.
Градушка (град) е вид атмосферен валеж, състоящ се от сферични частици или късчета лед с размери от 5 до 55 mm, а понякога и повече (наблюдавани са градоносни зърна с размер до 130 mm и маса около 1 kg). Градоносните зърна се състоят от прозрачен лед или от редица слоеве прозрачен лед с дебелина не по-малко от 1 mm, редуващи се с полупрозрачни слоеве. В метеорологията градушката се различава от суграшицата, в която ледените непрозрачни парченца са с бял цвят и с размери от 2 до 5 mm.
Градушка пада обикновено при силни бури, през топлото време на годината (температура на приземния въздух над 20°С) на тясна, широка няколко km (понякога около 10 km), но дълга – десетки, а понякога и стотици km – ивица. Дебелината на падналата градушка е обичайно няколко cm, понякога десетки cm и продължителността от няколко минути до половин час, но най-често 5 – 10 минути и много рядко – около 1 час. За 1 минута падат 500 – 1000 градоносни зърна, с плътност 0,5 – 0,9 g/cm² и скорост на падане – десетки m/s. Градушката се образува само от един вид облаци, купесто-дъждовни, обикновено във фронта на буреносната облачна система. Често те имат характерен зелен оттенък. Градоносните зърна се образуват когато капчици свръхохладена вода влязат в контакт с ядра, около които кондензират, каквито са например прашинките. Наслояванията около тези ядра се обясняват с неколкократно издигане и спускане на замръзналите в горната част на кълбесто-дъждовен облак капки или зърна суграшица. Скоростта на тези вертикални движения в облака достига до 25 m/s. Когато водните капки и ледените кристали в облака достигат критична маса, пада градушка с пороен характер, придружена от силни ветрове и гръмотевични бури.
Градушката често се наблюдава в умерения климатичен пояс, а също по продълженията на планински масиви, където орографските характеристики на терена предизвикват движението на хоризонталните ветрове нагоре. Един от най-печално известните с градушките си район в света е планинската северна част на Индия и Бангладеш, където е отчетена най-високата смъртност, свързана с градушки, и са измерени някои от най-големите зърна град. Централните части на Северна Америка (района около Калгари, Алберта, Хюстън, Тексас и Сейнт Луис) носят прозвището „Алеята на градушките“ („Hailstorm Alley“), заради честотата и характера на валежите от град там.
Градушките могат да нанесат сериозни поражения върху автомобили, стъклени покривни конструкции, тавански прозорци, и най-вече върху селскостопански посеви и насаждения. В редки случаи масивни зърна град причиняват мозъчни сътресения или фатални травми на главата.

## Защита от градушки
Борбата с градушки се основава на технология на внасяне или т. нар. засяване на ледообразуващ реагент в градоопасния облак в момента преди образуване на градови зърна. Неговите частици играят ролята на ядра, които отнемат преохладената вода в облака и не позволяват прекаленото нарастване на естествените ледени ядра. Така се образуват повече градови зърна, но с по-малки размери и при падането си се стопяват или нанасят по-малки щети, ако не се стопят напълно. Важна е особеността, че силните вертикални въздушни течения непрекъснато снабдяват облака със свръхохладена вода и ледени кристалчета, затова е необходимо докато премине градоопасността да се внасят нови количества реагент през определен период от време. Като ледообразуващ реагент се използва сребърен йодид (AgI), а в миналото и оловен йодид (PbI).
Използват се 3 метода за засяване на облаци с ледообразуващ реагент: противоградови ракети, наземни генератори, самолети.
- Най-голямото измерено зърно град,  17,8 cm (7 инча) в диаметър
- Градушка с размер 5 – 6 cm в диаметър
- Разрез на зърно,  246 пъти увеличение
- Облаците, които носят градушка, често са зеленикави